# Azur, Landes
Azur (gaskonsko Asur) je naselje in občina v francoskem departmaju Landes regije Akvitanije. Naselje je leta 2009 imelo 575 prebivalcev.

## Geografija
Kraj leži v pokrajini Gaskonji 24 km severozahodno od Daxa.

## Uprava
Občina Azur skupaj s sosednjimi občinami Angresse, Magescq, Messanges, Moliets-et-Maa, Saint-Geours-de-Maremne, Seignosse, Soorts-Hossegor, Soustons, Tosse in Vieux-Boucau-les-Bains sestavlja kanton Soustons s sedežem v Soustonsu. Kanton je sestavni del okrožja Dax.

## Zanimivosti
- cerkev sv. Janeza Krstnika, vmesna postaja na primorski varianti romarske poti v Santiago de Compostelo, tim. Voie de Soulac,
- jezero Étang de Soustons.